# L'embolat
L'embolat(títol original: Le Boulet) és una pel·lícula francesa dirigida per Alain Berbérian i Frédéric Forestal a Tunísia, estrenada l'any 2002. Ha estat doblada al català.

## Argument
Moltès, un cap mafiós a la presó des de fa 7 anys per homicidi, juga cada setmana a la loto i confia els seus butlletins de jocs a Reggio, un guardià, amb la finalitat que l'esposa d'aquest últim, Pauline, els faci validar. Un dia, Moltès ha aconseguit tenir un dels bitllets guanyadors, però Pauline ha anat a un ral·li a Àfrica com a infermera, emportant-se la bolleta amb ella. Moltès, volent recuperar-la, s'evadeix i força Reggio a acompanyar-lo en un periple africà quan és aquest darrer qui té el bitllet de loto a la seva bossa. No obstant això, l'evadit esdevé el blanc del seu enemic jurat, un altre pistoler anomenat « el Turc » (el germà del qual va ser mort per Moltès) i del seu guardaespatlles, un colós amb dents d'acer.
El Turc truca a assassins a sou a Mali per tal que capturin Moltès i Reggio a la seva arribada. Aquests darrers arriben a sortir-se'n perquè un dels assassins ha confós el comandament de la bomba amb una Game boy.

## Repartiment
- Gérard Lanvin: Gérard Moltès
- Benoît Poelvoorde: Francis Reggio
- José Garcia: Mustapha Amel alias « El Kurd »
- Djimon Hounsou: Detectiu Youssouf
- Rossy de Palma: Pauline Reggio
- Jean Benguigui: Saddam
- Jamel Debbouze: el guardià de presó a Àfrica
- Mehdi Bouzana: el fan del zero
- Gary Tiplady: Tauró, el guàrdia del cos del "Turc"
- Gérard Darmon: Kowalski, còmplice de Moltès
- Stomy Bugsy: Malinès 1
- Marco Príncep: Malinès 2
- Omar Sy: Malinès 3
- Jacky Lambert
- Renaud Rutten
- Jérôme Keen
- Lionel Chamoulaud: el periodista del París-Dakar
- Nicolas Anelka: ell mateix
- Ludovic Berthillot:
- Emmanuel Avena:
- Khalid Maadour:
- Nikolas Koretzky: Jean Monthieux
- Thomas Langmann: el germà del « Turc »
- Frédéric Merlo:
- Pierre Zaoui:
- Michel Crémadès: M. Martinet

## Crítica
- "Comèdia de embolics i mastegots ja vista mil vegades, de comicitat no apta per a ànimes sensibles i de ritme entre cardíac i espàstic"[3]

## Al voltant de la pel·lícula
- El rodatge ha tingut lloc a París, a Erfoud (Marroc), així com a Tunísia.
- L'home que llegeix un periòdic amb la foto de Moltès a l'esquena és Jean-Marc Deschamps, el director de producció.
- Destaquen les aparicions de Nicolas Anelka en el seu propi paper, de Jamel Debbouze com a trinxa malinès i dels músics Stomy Bugsy (ex- Ministeri A.M.E.R.) i Marco Príncep (cantant de FFF) i de l'actor Omar Sy com a germans assassins a sou.
- El guionista i productor Thomas Langmann fa una petita aparició, al començament del film, en el paper de la « balança », germà del Turc.
- El guardaespatlles del « Turc », interpretat per Gary Tiplady, és una referència al famós assassí a sou anomenat « Tauró » (per la seva mandíbula d' acer) interpretat per Richard Kiel als films de James Bond L'espia que em va estimar (1977) i Moonraker (1979).